# Carolina Matilde de Dinamarca
Carolina Matilde de Dinamarca, princesa de Dinamarca (Jægersborghus 1912 - Sorgenfri 1995). Princesa de Dinamarca amb el tractament d'altesa reial que contragué matrimoni amb un seu cosí, el príncep Knud de Dinamarca.
Nascuda a Jægersborghus, prop de la capital danesa, el dia 27 d'abril de 1912. Filla del príncep Harald de Dinamarca i de la princesa Helena de Schleswig-Holstein-Sondenburg-Glücksburg. Carolina Matilde rebé el títol de princesa de Dinamarca amb el tractament d'altesa reial des del seu naixement en ser neta, per via paterna, del rei Frederic VIII de Dinamarca. Neta per via paterna del rei Frederic VIII de Dinamarca i de la princesa Lluïsa de Suècia ho era per via materna del duc Frederic Ferran de Schleswig-Holstein-Sondenburg-Glücksburg i de la princesa Carolina Matilde de Schleswig-Holstein-Sondenburg-Augustenburg.
Al llarg de la Primera Guerra Mundial, la família de la princesa Carolina Matilde fou expulsada de Dinamarca durant el conflicte a conseqüència del partit proalemany que prengué, principalment, la princesa Helena. Les manifestacions progermàniques de la princesa foren públiques en tot moment la qual cosa desagradà enormement al rei Cristià X de Dinamarca.
Carolina Matilde es casà el 8 de setembre de 1933 al Castell de Fredensborg amb el príncep Knud de Dinamarca, fill del rei Cristià X de Dinamarca i de la duquessa Alexandrina de Mecklenburg-Schwerin. La parella instal·lada a Sorgenfri tingué tres fills que com a nets del rei Cristià X de Dinamarca tingueren el títol de prínceps de Dinamarca amb el tractament d'altesa reial.
- SAR la princesa Elisabet de Dinamarca, nascuda a Copenhaguen el 1935.

- SAR el príncep Ingolf de Dinamarca, nat el 1940 a Sorgenfri. Es casà morganàticament amb Inge Terney per la qual cosa hagué de renunciar als seus drets dinàtics i assumí el títol de comte de Rosenborg. Posteriorment es casà amb Sussie Hjorhøy.

- SAR el príncep Cristià Frederic de Dinamarca, nat el 1942 a Sorgenfri. Es casà morganàticament amb Anne-Dorothe Maltoft-Nielsen per la qual cosa hagué de renunciar als drets dinàstics que li corresponien i assumir el títol de comte de Rosenborg.

Carolina Matilde morí l'any 1995 a Sorgenfri on havia viscut la major part de la seva vida des que es casà l'any 1933.